# Igoroti
Igoroti je souhrnné označení pro skupinu národností hovořících austronéskými jazyky, které tvoří původní obyvatelstvo pohoří Cordillera Central ve vnitrozemí filipínského ostrova Luzon. Počet Igorotů se odhaduje na jeden a půl milionu a jejich území tvoří v rámci filipínského státu Kordillerský autonomní region. Mezi Igoroty patří tato etnika: Amganad, Apayao, Bontoc, Ibaloi, Kalinga, Kankanai a Tinggian. Sami se nazývají Ifugao, exonyma Igorot (v tagalogštině) a Cordillerano (ve španělštině) znamenají shodně „horští lidé“.
Igoroti se zabývají převážně pěstováním rýže na terasovitých polích, stravu doplňují lovem v horských lesích, věnují se i pěstování tabáku, tkalcovství a zpracování kovů. Dříve byli vyhlášenými lovci lebek, typické pro ně bylo rituální tetování, které vyjadřovalo společenské postavení jednotlivce. Proti španělským kolonizátorům, kteří na jejich území hledali zlato, vedli roku 1601 válku, díky níž si uchovali faktickou nezávislost až do počátku 20. století. Skupina Igorotů prakticky nedotčených západní civilizací se stala senzací Světové výstavy v St. Louis roku 1904. Původní animistické náboženství s vírou v nejvyššího ducha jménem Lumawig, kultem předků a obětováním zvířat je však stále více vytlačováno křesťanstvím. O svátcích provozují tance zvané balangbang, igorotský epos Hudhud byl zapsán mezi mistrovská díla ústního a nehmotného dědictví lidstva. Sdružení horských kmenů vstoupilo do Organizace nezastoupených států a národů, aktivistka Victoria Tauli-Corpuz byla jmenována komisařkou Organizace spojených národů pro práva domorodých obyvatel.

## Galerie

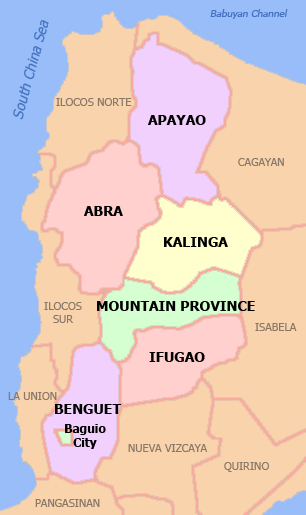
Mapa území Igorotů
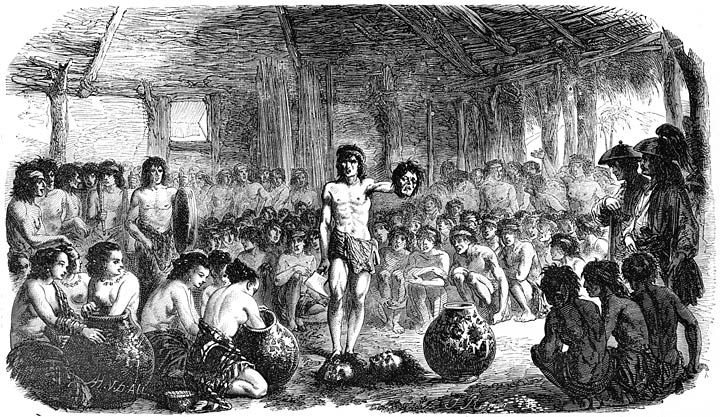
Slavnost lovců lebek (okolo roku 1800)